# 증평군수 선거
증평군수 선거는 충청북도 증평군의 군수를 선출하는 선거이다.

## 역대 민선 증평군수
| 선거   | 정당 | 정당           | 군수   |
| ------ | ---- | -------------- | ------ |
| 2003년 |      | 한나라당       | 유명호 |
| 2006년 |      | 무소속         | 유명호 |
| 2010년 |      | 민주당         | 홍성열 |
| 2014년 |      | 새정치민주연합 | 홍성열 |
| 2018년 |      | 더불어민주당   | 홍성열 |
| 2022년 |      | 더불어민주당   | 이재영 |

## 역대 선거 결과

### 2003년 대한민국 재보궐선거
증평군의 신설로 인해 새로운 증평군수를 선출하기 위해 치러진 2003년 대한민국 재보궐선거에서 한나라당 유명호 후보가 당선되었다.

### 제4회 전국동시지방선거
|  | 58.31% |

|  | 34.31% |

|  | 7.36% |

### 제5회 전국동시지방선거
|  | 35.85% |

|  | 34.77% |

|  | 29.36% |

### 제6회 전국동시지방선거
|  | 45.80% |

|  | 41.13% |

|  | 8.05% |

|  | 3.41% |

|  | 1.59% |

### 제7회 전국동시지방선거
|  | 52.49% |

|  | 31.91% |

|  | 15.58% |

### 제8회 전국동시지방선거
|  | 43.18% |

|  | 41.38% |

|  | 12.29% |

|  | 3.14% |